# 伝染性コリーザ
伝染性コリーザ（でんせんせいコリーザ、英: infectious coryza）とはAvibacterium(Haemophilus) paragallinarum感染を原因とするニワトリの伝染性呼吸器病。本病の予防にはワクチンがきわめて有効であり、日本ではワクチンの普及に伴い、発症例はきわめて稀となった。伝播経路として、病鶏との直接接触、鼻汁で汚染された飲水や飼料が挙げられる。臨床症状として鼻水の漏出、顔面の浮腫性腫脹、くしゃみ、奇声、開口呼吸などを示す。鑑別疾患としては伝染性気管支炎、マイコプラズマ感染症、緑膿菌感染症、頭部腫脹症候群などがある。